# Charles George Herbermann
Charles George Herbermann, geboren als Karl Georg Herbermann (* 8. Dezember 1840 in Saerbeck, Münsterland, Westfalen; † 24. August 1916 in Manhattan, New York) war ein US-amerikanischer Altphilologe und Schriftsteller deutscher Herkunft.

## Leben
Charles Herbermann war der Sohn von Georg Herbermann und dessen Ehefrau Elisabeth Stipp. Als sich das Schicksal der Familie nach der Revolution von 1848/49 nicht zum Besseren wandte, hoffte Herbermann zusammen mit seiner Familie auf einen besseren Neuanfang in den Vereinigten Staaten. Sie erreichten 1851 New York, wo sich die Familie niederließ.
Am College of St. Francis Xavier in New York absolvierte Herbermann seine Schulzeit und schloss daran ein Studium am College of the City of New York an. 1869 berief man ihn dort zum Professor für die lateinische Sprache und lateinische Literatur. Dieses Amt hatte er bis zu seiner Emeritierung 1916 inne. Parallel dazu fungierte er zwischen 1873 und 1914 dort auch als Bibliothekar.
Als gläubiger Mensch und kritischer Katholik befasste sich Herbermann zeit seines Lebens mit dem katholischen Glauben und engagierte sich auch jahrelang in kirchlichen sozialen Institutionen. Er zählte zu den ersten Mitgliedern des Catholic Club von New York und leitete diesen 1874/75 als dessen Präsident. In der Catholic Historical Society war er ebenfalls Mitglied und zwischen 1898 und 1913 auch deren Vorstand.
Herbermann war Hauptschriftleiter für die Catholic Encyclopedia. Er wurde dafür vom Papst Pius X. 1909 mit dem Ritterorden des Heiligen Georgs und vier Jahre später mit dem Orden Pro Ecclesia et Pontifice geehrt.
Im Laufe des Jahres 1916 legte Herbermann alle seine Ämter nieder und zog sich ins Privatleben zurück. Noch im selben Jahr verstarb er und fand seine letzte Ruhestätte in New York.

## Schriften
als Autor
- Business life in ancient Rome. Harper, New York 1880.
- Review of „The Bellum Catilinae“. In: Classical Review, Bd. 6 (1892), Heft 7, S. 323–324, ISSN 0009-840X.
- Rt. Rev. Henry Gabriels, D.D. In: Henry Gabriels: Historical Sketch of St. Joseph’s Provincial Seminary, Troy, N. Y. The United States Catholic Historical Society, New York 1905, S. 7–16.
- The United States Catholic Historical Society. In: Catholic Historical Review, Bd. 2 (1916), Heft 3, S. 302–306, ISSN 0008-8080.

als Herausgeber
- Historical records and studies. American Catholic Historical Society (ACHS), New York 1907–1914 (5 Bände).

als Übersetzer
- Þormóður Torfason: History of ancient Vinland. Shea Books, New York 1891.